# Periscoopspinnetje
Het periscoopspinnetje (Walckenaeria acuminata) is een spin uit de familie hangmatspinnen (Linyphiidae).
Het vrouwtje wordt 3 tot 4 mm groot, het mannetje wordt 2,8 tot 3,2 mm groot. De mannetjes zijn heel herkenbaar. Op de kop zit een langwerpige bult, aan het eind van die bult zitten de ogen. Het lijkt ietwat op een periscoop. Het periscoopspinnetje leeft vooral in bossen tussen mos en bladafval, maar soms ook in weilanden. De soort komt in het westen van het Palearctisch gebied voor.